# Meli
Ne doit pas être confondu avec Meli Park.
Meli est une localité du Cameroun, située dans la commune de Fundong, le département du Boyo et la Région du Nord-Ouest.

## Population
Lors du recensement de 2005, on a dénombré 426 habitants à Meli.

## Infrastructures
Le village possède un centre hospitalier, mais les coûts sont souvent hors de portée des habitants.

## Points d'intérêt
La rivière Tung à Meli est classée comme zone protégée. 